# Jeppe Wikström
Jeppe Olof Wikström, född den 10 april 1963 i Johannes församling i Stockholm, är en svensk bokförläggare och fotograf. Han är initiativtagare till flera av Nordens största fotoprojekt och har mottagit många priser och utmärkelser för sin fotografiska verksamhet. 
Jeppe Wikström var 2009 projektledare för Fred! Hundra röster mot våld och krig,, som ville visa unga människor att det finns alternativ till våld mellan individer och nationer.  Det resulterade i en bok med samma namn som delades ut till över 150 000 skolungdomar i Sverige. Jeppe Wikström är en av grundarna till det globala fotoprojektet A Day in the World där människor över hela jorden dokumenterade sin vardag under ett enda dygn. Det resulterade i en bok som utkommit på ett tiotal språk och utställningar som visats i en rad länder.

## Bakgrund
Jeppe Wikström är född och uppvuxen i Stockholm. Han är son till Jan-Erik Wikström och dennes första hustru Grethel Wikström, född Persson, omgift Goel.
Jeppe Wikström sålde redan som tolvåring sina första fotografier till  Svensk Veckotidning, och började som fjortonåring arbeta åt Expressen vid sidan av gymnasieutbildningen. Wikström finns representerad vid bland annat Nationalmuseum i Stockholm. Wikström var värd för Sommar i P1 2014.

## Yrkeskarriär
Jeppe Wikström gjorde sin militärtjänstgöring som journalist på tidningen Värnpliktsnytt 1982-83, och startade 1986 bildbyrån Skärgårdsbild med inriktning på naturfotografi och Stockholms skärgård. 1989 startade han systerföretaget Äventyrsbild som specialiserade sig på resor och äventyrsfotografi.  De båda bildbyråerna såldes 1991 till Pressens Bild, där Jeppe Wikström blev marknadschef. 
1994 bildade Jeppe Wikström tillsammans med Marika Stolpe bokförlaget Max Ström, där han sedan dess är verksam som förläggare och marknadschef. 

## Utmärkelser
2007 tilldelades Wikström S:t Eriksmedaljen av Stockholms kommun för ”att som bildkonstnär ha fångat bilden av en stad och en skärgård i utveckling och av den bestående skönheten hos dem båda”. 2010 fick han en utmärkelse för samarbete mellan kulturlivet och näringslivet utdelad av prinsessan Christina. 
För sitt arbete med boken Fred! 100 röster mot våld och krig tilldelades Wikström och journalisten Saam Kapadia  2010 gemensamt Eldh-Ekblads fredspris av Svenska freds- och skiljedomsföreningen. 
2010 tilldelades Wikström Stockholms läns hembygdsförbunds årliga kulturpris. 2012 mottog han Bellmanpriset av Stockholms stad med motiveringen: "Hängivet och med ett stort engagemang för fotokonsten har Jeppe Wikström tagit sig an Stockholm. Han har genom kameralinsens öga tagit dokumentationen av stadens förändring till nya höjder och låtit fotografiet påminna oss alla om att lyfta blicken och uppleva den verkliga stadens säregna skönhet."

## Internationella samarbeten
2010 var Jeppe Wikström tillsammans med Marika Stolpe och Patrick Ståhle med och grundade Expressions of Humankind, en ideell stiftelse med syfte att ”genom den fotografiska bilden verka för ökad förståelse mellan människor och folk”. I maj 2011 tog stiftelsen initiativet till projektet A Day in the World , där tusentals yrkes- och amatörfotografer fick dokumentera vardagslivet i alla jordens länder och världsdelar under ett dygn i maj år 2012. Stiftelsen har bland annat organiserat utställningar i London, Bryssel, Sarajevo och New York. 2015 initierade han boken United Nations - The Story Behind the Headquarters of the World. Tillsammans med Dag Hammarskjöldfonden producerade Wikström 2016 boken ”Att bära världen”, skriven av Henrik Berggren. 
2017 tog Jeppe Wikström initiativ till det stora fotoprojektet Last Night in Sweden, där hundratals svenska fotografer gav svar på Donald Trumps uttalande "Look at what's happening last night in Sweden". Projektet resulterade i en bok samt flera utställningar, varav en visades i Europaparlamentet i Bryssel.
I samarbete med dagstidningar över hela Norden var Wikström projektledare för projektet Nordic Life där ett tusental yrkesfotografer i de nordiska länderna skildrade vardagsliv våren 2019. Projektet resulterade i en bok som 2019 utkom i sex olika språkversioner och en vandringsutställning som först visades på Fotografiska i Stockholm.
Wikström var initiativtagare till och huvudredaktör för boken Innovation the Swedish Way som utkom 2023 där 50 svenska innovationer som förändrat världen skildras. Boken har delats ut som officiell gåva under det svenska ordförandeskapet i EU. 

## Ideellt arbete
1995 startade Jeppe Wikström Galleri Kontrast, som då var det största galleriet för dokumentärfoto i Sverige, i samarbete med Pressfotografernas klubb. Han har suttit i styrelserna för Lennart Nilsson-priset för vetenskaplig fotografering, där han fortfarande är ledamot och Pressfotografernas klubb. Han sitter sedan 2015 i utställningsrådet i Fotografiska. Han är ledamot i Postens Frimärksråd sedan 2004.